# كاكوغاوا (هيوغو)
مدينة كاكوغاوا (بالإنجليزية: Kakogawa)‏ هي أحد المدن التابعة لمحافظة هيوغو. تأسست رسميًا في 15/06/1950. ويقدر عدد سكانها بـ 267631 نسمة حسب تقدير مكتب الإحصاء الياباني لعام 2012. تبلغ مساحة كاكوغاوا 138.51 كم2. بكثافة سكانية تبلغ 1932 نسمة/كم2.

## توأمة
لكاكوغاوا (هيوغو) اتفاقيات توأمة مع:
- أوكلاند

## أعلام
- توشياكي نيشيوكا
- كيسوكي شيميزو
- ماكيتو هاتاناكا
- إمي إينوي
- كوزو تاكاسي